# Orphée Langevin

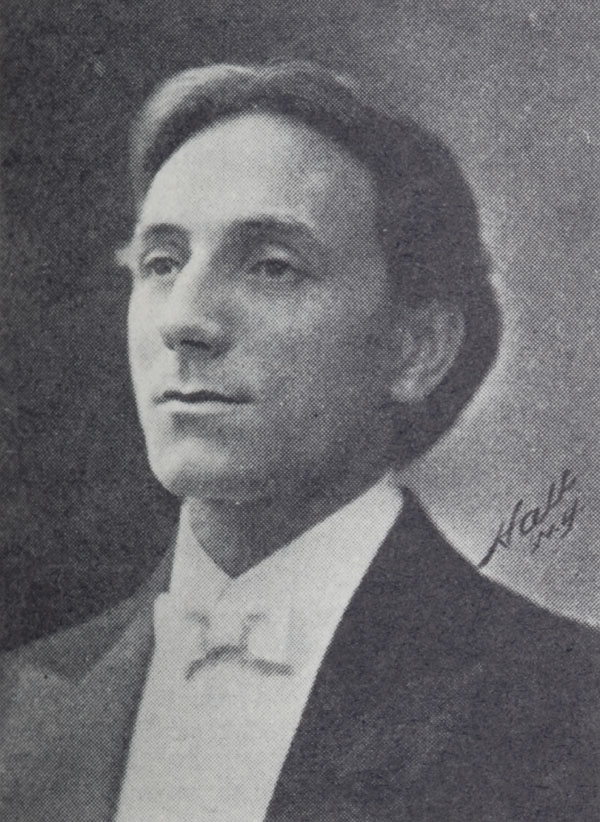
Orphée Langevin, ca. 1915

Orphée Langevin (* um 1880 in Québec; † nach 1920) war ein kanadischer Opernsänger (Bariton).

## Leben
Orphée Langevin studierte um 1900 in Paris Musik bei Emmanuel Lafarge, Léon Melchisédec und August-Jean Dubulle. Ab 1916 nahm er Opernarien, u. a. aus Tannhäuser, La traviata, Benvenuto Cellini, L’Africaine und Hamlet auf Wachszylinder bzw. Diamond Disc auf. In mehreren Aufnahmen ist er  in Duetten mit Alice Verlet oder Odette Le Fontenay zu hören. Auch Einspielungen von Werken kanadischer Komponisten mit ihm sind erhalten, darunter Le Saint-Laurent von François-Xavier Mercier und Ô Canada, mon pays, mes amours von George-Étienne Cartier und Jean-Baptiste Labelle. Die letzten erhaltenen Aufnahmen entstanden um 1924.